# The Skyliners
The Skyliners was een Amerikaanse doowopgroep. De groep werd in 1958 opgericht in Pittsburgh onder de naam The Crescents. 

## Bezetting
- Jimmy Beaumont (leadzanger)
- Wally Lester (tenor)
- Jack Taylor (bas)
- Joe Verscharen (bariton)
- Janet Vogel (sopraan)
- Bobby Sholes

- Donna Groom
- Frankie Czuri
- Jimmie Ross
- John Taylor
- Mark Groom

## Geschiedenis
In de herfst van 1958 namen The Crescents de door Joe Rock en Jimmy Beaumont geschreven song Since I Don't Have You op. Ze stuurden de geluidsopname aan dertien gevestigde labels, die allen echter de publicatie van het nummer afwezen. Meer toevallig kwamen ze in contact met het kleine independent-label Calico Records van Lou Caposi en Bill Lawrence en de A&R-man en arrangeur Lenny Martin. Nadat de groep had voorgezongen in november 1958, kregen ze bij Calico Records een contract. Het nummer werd opgenomen in december 1958 in de Capitol Studios in New York met een uit 18 muzikanten bestaand orkest onder leiding van Lenny Martin. Voor het uitbrengen van het nummer wijzigde de groep de naam in The Skyliners. Ook in december 1958 verscheen Since I Don't Have You / One Night, One Night, dat in Pittsburgh een regionale hit werd. Dick Clark presenteerde de groep in februari 1959 in zijn programma American Bandstand. In februari 1959 plaatste het nummer zich voor de eerste keer in de Billboard-hitlijsten (#12 pophitlijst, #3 r&b-hitlijst). 
De song werd onder andere gecoverd door Art Garfunkel, Guns N' Roses en Don McLean. De groep kon nog verdere singles plaatsen in de hitlijsten, echter geen daarvan kon evenaren aan de populariteit van hun grootste hit. 
The Skyliners traden nog tot september 2017 op met leadzanger Jimmy Beaumont als enige lid van de oorspronkelijke bezetting.

## Overlijden
Janet Vogel pleegde op 21 februari 1980 zelfmoord op 37-jarige leeftijd, Joe Verscharen overleed in 2007 aan de gevolgen van kanker en Wally Lester overleed op 21 april 2015 op 73-jarige leeftijd aan een tumor aan de alvleesklier. Op 8 oktober 2017 overleed Jimmy Beaumont op 76-jarige leeftijd.

## Discografie

### Singles
- 1958: Since I Don't Have You / One Night, One Night (Calico)
- 1959: This I Swear / Tomorrow (Calico)
- 1959: It Happened Today / Lonely Way (Calico)
- 1960: How Much / Lorraine from Spain (Calico)
- 1960: Pennies from Heaven / I'll Be Seeing You (Calico)
- 1960: Believe Me / Happy Time (Calico)
- 1961: The Door Is Still Open / I'll Close My Eyes (Colpix Records)
- 1961: Close Your Eyes / Our Love Will Last (Colpix Records)
- 1962: Everyone But You / Three Coins in the Fountain (Cameo Records)
- 1962: Comes Love / Tell Me (Viscount)
- 1963: Since I Fell for You / I'd Die (Atco)
- 1965: The Loser / Everything Is Fine (Jubilee Records)
- 1965: Who Do You Love / Get Yourself a Baby (Jubilee Records)
- 1966: Don't Hurt Me Baby / I Run to You (Jubilee Records)

### Albums
- 1959: The Skyliners (Calico)
- 1963: Since I Don't Have You (Original Sound)